# Victor de Pol
Victor de Pol (1865-1925) était un sculpteur d’origine italienne, mais ayant travaillé la plupart du temps à Buenos Aires, en Argentine. 
Natif de Venise, de Pol fut le disciple de Giulio Monteverde, lequel par ailleurs fut également le mentor de la sculptrice argentine Lola Mora. Il émigra vers l’Argentine à l’âge de 22 ans, où il prit part au développement urbanistique de la ville de La Plata, créant des sculptures dans le style Beaux-Arts destinées à orner de grands édifices publics. À en juger du moins par les commandes qu’il obtint de la part du président Domingo Faustino Sarmiento, de Pol ne manquait pas d’entregent.   
De retour en Argentine après un séjour en Europe de 1890 à 1895, il se vit confier la commande la plus importante de sa carrière, le quadrige de 8 mètres et de 20 tonnes surmontant le bâtiment du Congrès de la Nation argentine, et achevé aux alentours de 1906.   
Il est enterré au cimetière de la Recoleta, dans le caveau de famille de Aristóbulo del Valle, grand-oncle de son épouse Asimilda del Valle.   

## Œuvres
- Buste du président Sarmiento, au musée Sarmiento (vers 1887).
- Exécution d’une sculpture représentant un condor en haut d’une stèle sur le tombeau de Sarmiento, selon un projet de Sarmiento lui-même, au cimetière de la Recoleta (1888).
- Les douze bustes de scientifiques ornant la façade, et les deux Smilodons à dents de sabre devant le portique du muséum de La Plata (1888).
- Quadrige du Congrès de la Nation argentine (vers 1906).
- 1906 Médaille Juan Gregorio de Las Heras.
- Tombeau de Federico León Aneiros, archevêque de Buenos Aires, sis à l’intérieur de la Cathédrale métropolitaine de Buenos Aires.